# 水沢泱
水沢 泱（みずさわ ひろし、1911年 - 没年月日不詳）は、日本の画家、絵本作家。長野県出身。

## 略歴
昭和30年代にキンダーブックなどで作画を担当する。色を重ねた独特な画風の油彩画。

## 著書
- 「しあわせのおうじ」
- 「モンゴルのしろいうま」
- 「まっちうり（マッチ売りの少女）」（フレーベル館）
- 「フランダースの犬」（世界文化社）など